# Waidhaus

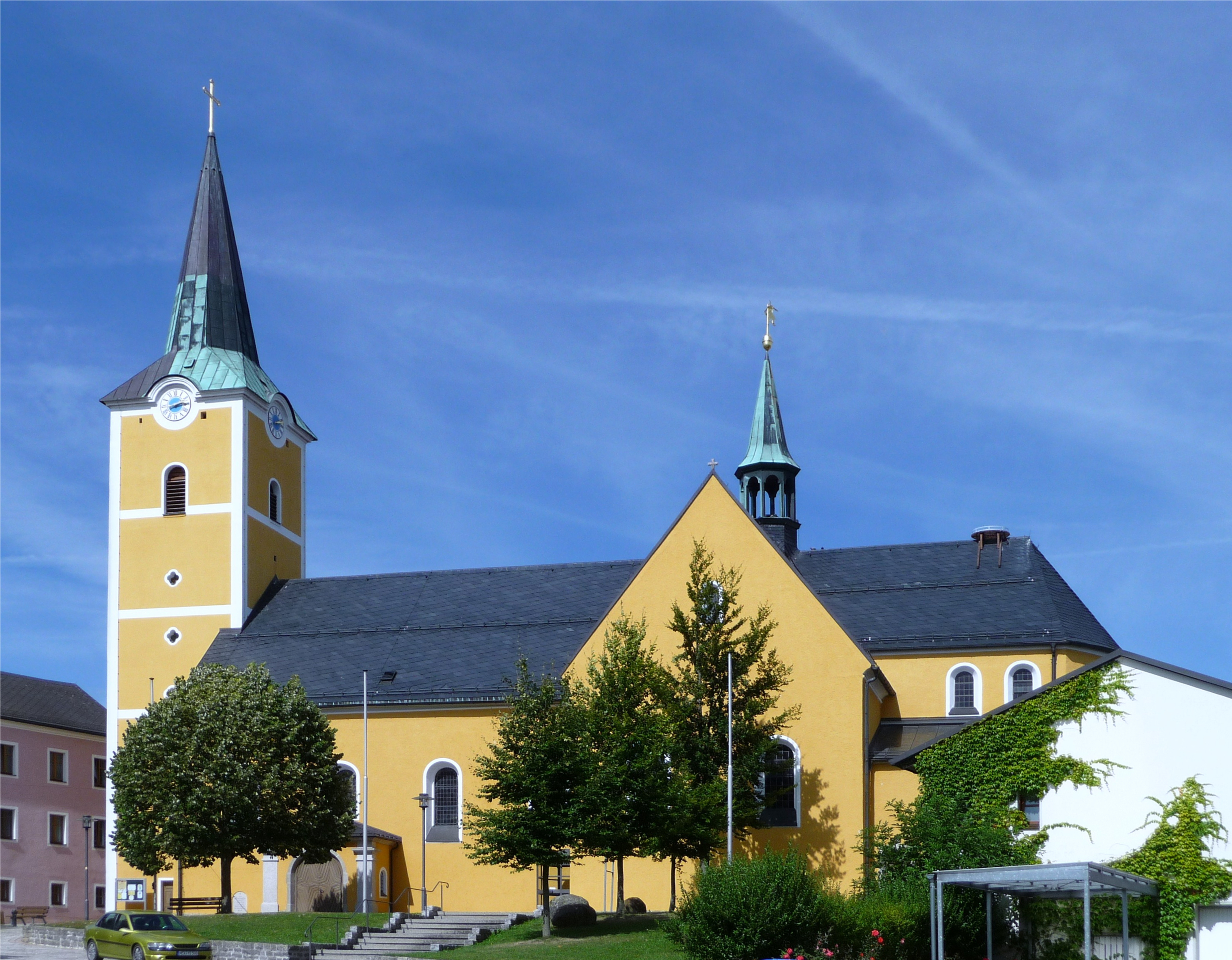
St. Emmeram Waidhaus

Waidhaus est une commune de Bavière (Allemagne), située dans l'arrondissement de Neustadt an der Waldnaab, dans le district du Haut-Palatinat.

## Communes limitrophes
Communes limitrophes Rozvadov, Eslarn, Pleystein, Georgenberg.
| Georgenberg 10 km | Rozvadov 5 km | Rozvadov 5 km |
| Pleystein 8 km    | Waidhaus      | Rozvadov 5 km |
| Pleystein 8 km    | Eslarn 8 km   | Eslarn 8 km   |

## Personnalité liée à la commune
- Adolf Ott (1904-1973), SS-Obersturmbannführer